# 39536 Lenhof
39536 Lenhof este un asteroid din centura principală de asteroizi.

## Descriere
39536 Lenhof este un asteroid din centura principală de asteroizi. A fost descoperit pe 10 octombrie 1990 la Tautenburg de Lutz Dieter Schmadel și Freimut Börngen. Asteroidul prezintă o orbită caracterizată de o semiaxă mare de 2,25 ua, o excentricitate de 0,17 și o înclinație de 5,7° în raport cu ecliptica.